# Spoiler (album)
Spoiler è il primo album in studio della cantante spagnola Aitana, pubblicato il 7 giugno 2019 dall'etichetta discografica Universal Music Spain.

## Tracce
1. Nada sale mal – 3:09 (Aitana Ocaña, Andy Clay, Luis Salazar, Mario Osorio)
2. Teléfono – 2:43 (Aitana Ocaña, Andrés Torres, Mauricio Rengifo)
3. Me quedo (feat. Lola Indigo) – 2:54 (Aitana Ocaña, Cristian Quirante Catalán, Felipe González Abad, Leticia Sala, Miriam Doblas Muñoz, Pablo Diaz Reixa)
4. Vas a quedarte – 3:46 (Aitana Ocaña, Juan Pablo Isaza, Juan Pablo Villamil)
5. Las Vegas – 3:20 (Aitana Ocaña, Chris Zadley, Gonzalez Abad, Germán Gonzalo Duque, Molano, Santiago Deluchi)
6. Con la miel en los labios – 3:22 (Aitana Ocaña, David Oriza Crespo, Santisteban, Kai Etxaniz)
7. Perdimos la razón – 2:57 (Aitana Ocaña, Chris Zadley, González Abad, Gonzalo Duque, Molano)
8. Mejor que tú – 3:12 (Eva Ruiz, González Abad, Gonzalo Duque, Molano, Pedro Malaver Turbay)
9. Stupid – 2:55 (August Vinberg, Grace Tither, Jaramaye Daniels, Jeremy Dussolliett, Par Almqvist)
10. Hold – 2:21 (Aitana Ocaña, Kozze, Rob Russell, Sam Hanson)
11. Cristal – 3:37 (Aitana Ocaña, Enrique Saiz González, Guillermo Galván, Miguel Barros)
12. Popcorn – 2:38 (Aitana Ocaña, Jovany Javier, Tat Tong)
13. El trece – 3:44 (Aitana Ocaña, Santisteban, Mandy Santos, Kiki Rivera)
14. Barro y hielo – 2:53 (Aitana Ocaña, Guillermo Galván, Miguel Barros)